# Leonidas (Minnesota)
Leonidas – miasto w Stanach Zjednoczonych, w stanie Minnesota, w hrabstwie St. Louis.